# Alberto Martín Romo García Adámez
Alberto Martín Romo García Adámez, noto semplicemente come Alberto (Badajoz, 31 marzo 1989), è un calciatore spagnolo, centrocampista del Linense.

## Caratteristiche tecniche
È un centrocampista centrale.

## Carriera
Cresciuto nelle giovanili dell'Almería, ha esordito in prima squadra il 28 aprile 2012 in un match vinto 2-0 contro il Deportivo La Coruña.
Dal 2013 al 2017 ha giocato per il Leganés, con cui ha collezionato 108 presenze siglando una rete.
Nel 2017 è stato acquistato dal Granada.

## Statistiche

### Presenze e reti nei club
Statistiche aggiornate al 12 luglio 2017.
| Stagione            | Squadra             | Campionato          | Campionato | Campionato | Coppe nazionali | Coppe nazionali | Coppe nazionali | Coppe continentali | Coppe continentali | Coppe continentali | Altre coppe | Altre coppe | Altre coppe | Totale | Totale | Totale |
| Stagione            | Squadra             | Comp                | Pres       | Reti       | Comp            | Pres            | Reti            | Comp               | Pres               | Reti               | Comp        | Pres        | Reti        | Pres   | Reti   |        |
| ------------------- | ------------------- | ------------------- | ---------- | ---------- | --------------- | --------------- | --------------- | ------------------ | ------------------ | ------------------ | ----------- | ----------- | ----------- | ------ | ------ | ------ |
| 2008-2009           | Don Benito          | SB                  | 31         | 2          | CR              | 0               | 0               |                    | -                  | -                  |             | -           | -           | 31     | 2      |        |
| 2009-2010           | Almería B           | SB                  | 25         | 0          |                 | -               | -               |                    | -                  | -                  |             | -           | -           | 25     | 0      |        |
| 2010-2011           | Almería B           | SB                  | 31         | 2          |                 | -               | -               |                    | -                  | -                  |             | -           | -           | 31     | 2      |        |
| 2011-2012           | Almería B           | SB                  | 29         | 0          |                 | -               | -               |                    | -                  | -                  |             | -           | -           | 29     | 0      |        |
| 2012-2013           | Almería B           | SB                  | 31         | 0          |                 | -               | -               |                    | -                  | -                  |             | -           | -           | 31     | 0      |        |
| Totale Almeria B    | Totale Almeria B    | Totale Almeria B    | 116        | 2          |                 | -               | -               |                    | -                  | -                  |             | -           | -           | 116    | 2      |        |
| 2011-2012           | Almería             | SD                  | 1          | 0          | CR              | 0               | 0               |                    | -                  | -                  |             | -           | -           | 1      | 0      |        |
| 2013-2014           | Leganés             | SB                  | 30         | 0          | CR              | 2               | 0               |                    | -                  | -                  |             | -           | -           | 32     | 0      |        |
| 2014-2015           | Leganés             | SD                  | 29         | 1          | CR              | 0               | 0               |                    | -                  | -                  |             | -           | -           | 29     | 1      |        |
| 2015-2016           | Leganés             | SD                  | 28         | 0          | CR              | 2               | 0               |                    | -                  | -                  |             | -           | -           | 30     | 0      |        |
| 2016-2017           | Leganés             | PD                  | 16         | 0          | CR              | 1               | 0               |                    | -                  | -                  |             | -           | -           | 17     | 0      |        |
| Totale Leganes      | Totale Leganes      | Totale Leganes      | 103        | 1          |                 | 5               | 0               |                    | -                  | -                  |             | -           | -           | 108    | 1      |        |
| Totale Barcellona B | Totale Barcellona B | Totale Barcellona B | 251        | 5          |                 | 5               | 0               |                    | -                  | -                  |             | -           | -           | 256    | 5      |        |